# 千夜祭
「千夜祭」（せんやさい）は、PENGUIN RESEARCHの楽曲で、自身4作目の配信シングル。2022年8月1日にSACRA MUSICから配信された。

## 収録曲
1. 千夜祭 [3:19]
  - 作詞・作曲：堀江晶太、編曲：堀江晶太、PENGUIN RESEARCH
2. 千夜祭 (Instrumental) [3:19]